# Acanthalburnus urmianus
Acanthalburnus urmianus är en fiskart som först beskrevs av Günther, 1899.  Acanthalburnus urmianus ingår i släktet Acanthalburnus och familjen karpfiskar. IUCN kategoriserar arten globalt som otillräckligt studerad. Inga underarter finns listade i Catalogue of Life.